# Unter Verdacht (Roman)
Unter Verdacht: Die Geschichte von Big Mouth und Ugly Girl (Originaltitel: Big Mouth & Ugly Girl) ist der erste Jugendroman von Joyce Carol Oates. Die Veröffentlichung des Originals fand im Jahre 2002 beim Verlag HarperCollins statt. Die deutschsprachige Ausgabe erschien im DTV in der Reihe Hanser in einer Übersetzung von Birgitt Kollmann mit der Altersempfehlung ab 13 Jahren.

## Inhalt
Matthew Donaghy ist ein beliebter Schüler, der einen eigensinnigen Humor hat. Eines Tages wird er von zwei FBI-Agenten aus der Klasse geholt, festgenommen und auf ein Polizeirevier gebracht. Er wird verdächtigt, ein Attentat auf die Schule geplant zu haben, wird befragt und von der Schule suspendiert. Wie man im Buch erfährt, hatte Matt einen Scherz gemacht. Ob die Zeugen, die ihn beim Schuldirektor meldeten, die Brewer Zwillinge (s. Personen), absichtlich gelogen haben oder Matts Scherz missverstanden haben, wird im Laufe des Buches nicht ersichtlich. 
Aufgrund einer entlastenden Aussage der eher unbeliebten Mitschülerin Ursula beim Direktor, Mr. Parrish, wird Matt entlastet und kann wieder in die Schule gehen. Er wird jedoch von seinen Mitschülern ignoriert. Er versucht, mit sämtlichen Schülern wieder Kontakt aufzunehmen, doch er kann von niemandem das Vertrauen zurückerobern und wird weiterhin ausgeschlossen. Dass seine Eltern die Schule auf eine extrem hohe Summe verklagen, macht die Sache nicht besser und Matt hat an der Schule zunehmend viele Feinde, er wird sogar von älteren Schülern verprügelt. In dieser einsamen Zeit geht er oft mit seinem Hund Pumpkin in einem nahegelegenen Naturreservat spazieren. Mit der Absicht, sich selbst umzubringen, geht er eines Tages alleine ohne Pumpkin in den Park. Ursula läuft eher zufällig durch den Park und sieht Matthew, wie er sich gerade das Leben nehmen will. Sie schafft es, ihn von seinem Vorhaben abzubringen. Daraufhin freunden sich die beiden Schüler an. Sie schreiben sich gegenseitig E-Mails und verbringen viel Zeit miteinander. 
Plötzlich aber ist Pumpkin verschwunden und Matt und Ursula verdächtigen den Mitschüler Trevor. Daraufhin fahren sie zu ihm und beschuldigen ihn. Ursula droht mit der Stellung ihres Vaters, der der Chef von Trevors Vater ist. Tatsächlich steht Pumpkin schon am Abend wieder zu Hause bei Matt. 
Letztendlich verlieben sich die beiden 16-Jährigen ineinander und Matt wird rehabilitiert.

## Personen
- Matthew Donaghy, eine der beiden Hauptpersonen. Gerät wegen eines dummen Scherzes in Probleme(s. Inhalt). Schreibt Theaterstücke und Kolumnen.
- Ursula Riggs, die andere Hauptperson. Bezeichnet sich selber als "Ugly Girl", die alleinstehe und sich von nichts unterkriegen lässt. Interessiert sich für Sport und Kunst.
- Mr. und Mrs. Donaghy, die Eltern von Matt. Verklagen die Schule nach dem Vorfall auf 50 Millionen Dollar.
- Alex Donaghy, 10 Jahre, jüngerer Bruder von Matt.
- Mr. und Mrs. Riggs, Eltern von Ursula und Lisa Riggs, Mr. Riggs ist in der Stadt als Chef einer Firma bedeutend.
- Lisa Riggs, jüngere Schwester von Ursula, bewundert Ursula.
- Mr. Parrish, der Schulvorsteher der Rocky River Highschool.
- Pumpkin (Hund), Matts Golden Retriever, 7 Jahre alt.
- Brewer Zwillinge, die Zwillinge Muriel and Miriam, melden Matts "Drohung" beim Direktor, Töchter eines Anführers einer unabhängigen Kirche, der Vater ist wegen seiner extrem konservativen Positionen umstritten.
- Trevor Cassity, ein sportlicher Mitschüler von Matt und Ursula, der Matt verprügelt hat und Pumpkin entführt hat.

## Handlungsorte
- Matts zu Hause
- Ursulas zu Hause
- Park
- Rocky River Highschool
- Naturschutzgebiet
- Polizeirevier
- Trevors zu Hause

## Rezensionen
- Die Frankfurter Allgemeine Zeitung schreibt: „Einer geringeren Schriftstellerin hätte die komplexe Geschichte von Zugehörigkeit und Außenseitertum, Zivilcourage und erster Liebe leicht zur romantisch angehauchten Detektivstory missraten können, doch Joyce Carol Oates versteht es, ihre Themen so in die Handlung einzubetten, dass kein Aspekt zu kurz kommt. Dabei liest sich die Geschichte von Big Mouth und Ugly Girl flüssig und spannend.“[2]
- Aus der Frankfurter Rundschau: „Eines steht fest: Wer eine weiße Weste hat, muss sehr wohl etwas befürchten. Unsere Freiheit gründet nicht nur auf Sicherheit, sondern auch auf Vertrauen. Das macht dieses Jugendbuch konkret deutlich.“[1]
- Susanne Meyer von der Zeit meint: „Im ‚E-Mail-Stilmix‘ erzählt die Autorin dann, wie die Außenseiterin Ursula sich seiner (Matt) annimmt, wie sie Freunde werden und sich helfen. Dazu ein ‚filmreifer Auftakt‘ und ein ebensolches Ende …“[3]

## Ausgaben
- US-Erstausgabe: Big Mouth and Ugly Girl. HarperCollins (HarperTempest), New York 2002, ISBN 0-06-623756-4.
- UK-Erstausgabe: Big Mouth and Ugly Girl. HarperCollins (Collins Flamingo), London 2003, ISBN 0-00-714573-X.
- Taschenbuch: Big Mouth and Ugly Girl. HarperCollins, New York 2003, ISBN 0-06-447347-3.
- E-Book: Big Mouth and Ugly Girl. HarperCollins (HarperTeen), 2014, ISBN 978-0-06-175622-1.
- Deutsch: Unter Verdacht : Die Geschichte von Big Mouth und Ugly Girl. Übersetzt von Birgitt Kollmann. Hanser, München 2003, ISBN 3-446-20302-8. Taschenbuch: DTV (Reihe Hanser; dtv 62216), München 2005, ISBN 3-423-62216-4.

Neben der deutschen Übersetzung gibt es Ausgaben in Französisch (Nulle et grande gueul) und Italienisch (Bruttona & Lingua Lunga).